# Mackenzie Lintz
Mackenzie Lintz (ur. 22 listopada 1996 w Nowym Jorku) – amerykańska aktorka filmowa i telewizyjna. Jej matka Kelly Lintz, jak i młodsi bracia Matthew i Macsen, a także siostra Madison również są aktorami. Uczęszcza do Auburn University. Jest członkinią korporacji studentek Alpha Delta Pi.

## Kariera
Jej pierwszym kontaktem z branżą aktorską było przesłuchanie do roli Mattie Ross w filmie Prawdziwe męstwo w reżyserii Joela i Ethana Coenów. Wystąpiła w jednym odcinku amerykańskiego komediodramatu Jej Szerokość Afrodyta nadawanego przez stację Lifetime. Pod koniec 2011 roku została obsadzona w małej roli w filmie Igrzyska śmierci, gdzie zagrała trybutkę z 8. Dystryktu.
W maju 2013 roku została przesłuchana do roli Norrie Calvert-Hill w serialu telewizyjnym Pod kopułą. Ostatecznie została w niej obsadzona.

## Filmografia

### Film
| Rok  | Tytuł            | Rola                    |
| ---- | ---------------- | ----------------------- |
| 2012 | Igrzyska śmierci | Trybutka z 8. Dystryktu |
| 2018 | Twój Simon       | Taylor Metternich       |

### Telewizja
| Rok       | Tytuł                  | Rola                | Uwagi             |
| --------- | ---------------------- | ------------------- | ----------------- |
| 2011      | Jej Szerokość Afrodyta | Pamela Bovitz       | Odcinek „Closure” |
| 2013–2015 | Pod kopułą             | Norrie Calvert-Hill | Protagonistka     |